# Irsjava
Irsjava (Oekraïens: Іршава) is een stad in Oekraïne (oblast Transkarpatië), telt 9.276 inwoners op 1 januari 2019. De stad ligt in de uitlopers van de Karpaten, aan de Irsjavka.
De eerste schriftelijke vermelding van de nederzetting dateert uit 1341.
In 1916 werd een smalspoor gebouwd tussen Berehove, Irsjava en Koesjnitsa